# زندگی به‌رنگ صورتی
«زندگی به‌رنگ صورتی» (به فرانسوی: La Vie en rose) که با نام‌های دیگری همچون «زندگی زیباست» و «زندگی همانند گل رز» هم ترجمه شده‌است، ترانهٔ معرّفی از هنرمند اهل فرانسه ادیت پیاف است. این ترانه در ۱۹۴۵ نوشته شد، در ۱۹۴۶ محبوب گشت و در ۱۹۴۷ میلادی به‌عنوان یک تک‌آهنگ منتشر گردید. این ترانه در ۱۹۵۰ میلادی در ایالات متحده بسیار پرطرفدار بود به‌طوری که دست کم هفت نسخه از آن به جدول بیلبورد راه یافت.
تاکنون چندین هنرمند به بازخوانی این ترانه پرداخته‌اند که برخی از آن‌ها عبارتند از: گریس جونز (۱۹۷۷)، لویی آرمسترانگ (۱۹۵۰)، و دانا سامر (۱۹۹۳).
متن ترانهٔ «زندگی به‌رنگ صورتی» سرودهٔ خود پیاف است. این ترانه موجب شهرت او شد. مضمون آن دربارهٔ ستایش عشق و رسیدن به عشق حقیقی در زندگی است. این ترانه همچنین تاکنون در چندین فیلم استفاده شده‌است. فیلم زندگی گلگون (۲۰۰۷) دربارهٔ زندگی پیاف که نام ترانه را بر خود دارد، یک جایزه اسکار بهترین بازیگر نقش اول زن برای ماریون کوتیار به‌همراه داشت.